# Воронцова, Зоя Ивановна
Зоя Ивановна Воронцова (род. 2 апреля 1947 года, село Нижння Каменка, Алтайский край) — государственный и политический деятель. Депутат Государственной Думы второго и третьего созывов, член фракции «КПРФ» во II и III созывах, член комитета Государственной Думы по конверсии и наукоёмким технологиям.

## Биография
Зоя Ивановна родилась 2 апреля в 1947 году, в селе Нижняя Каменка Алтайского района Алтайского края.
Завершила обучение и получила диплом о высшем образовании Горно-Алтайского педагогического института, до этого обучалась в Киселёвском педагогическом училище.
В 1969 трудоустроилась в Пролетарскую среднюю школу Алтайского края, стала работать учителем начальных классов.
В 1978 году перешла на работу в Алтайскую школу № 8 учителем истории.
С 1982 по 1987 годы назначена и работала на должности начальника отдела культуры Алтайского райисполкома. Являлась председателем постоянной комиссии по охране детства, председателем комиссии по охране историко-культурных памятников, председателем комиссии по народному образованию.
В 1987 году назначена на должность директора Алтайской средней школы № 1 Алтайского района Алтайского края. Здесь проработала до 1995 года.
В 1981 году избрана и на протяжении десяти лет была депутатом районного Совета депутатов трудящихся. С 1994 по 1996 годы избиралась депутатом районного Собрания представителей.
17 декабря 1995 года на выборах депутатов государственной Думы второго созыва избрана депутатом по Бийскому избирательному округу. В Государственной Думе работала членом комитета Государственной Думы по конверсии и наукоёмким технологиям. Член фракции «КПРФ» во II созыве.
На выборах депутатов Государственной Думы третьего созыва вновь одержала победу по Бийскому избирательному округу № 35 и продлила полномочия до 2003 года. Продолжила работу в комитете по конверсии и наукоёмким технологиям. Член фракции «КПРФ» III созыва.
После окончания депутатских полномочий проживала и работала в городе Москве.
Вдова (супруг погиб), воспитала дочь.